# Resolució 1347 del Consell de Seguretat de les Nacions Unides
La Resolució 1347 del Consell de Seguretat de les Nacions Unides fou adoptada per unanimitat el 30 de març de 2001. Després de recordar la Resolució 955 (1994), 1165 (1998) i 1329 (2000), el Consell va enviar una llista de candidats per als jutges permanents al Tribunal Penal Internacional per a Ruanda (TPIR) a l'Assemblea General de les Nacions Unides per a la seva consideració.
La llista de candidats proposada pel secretari general Kofi Annan va ser la següent:
- Mouinou Aminou (Benin)
- Frederick Mwela Chomba (Zambia)
- Winston Churchill Matanzima Maqutu (Lesotho)
- Harris Michael Mtegha (Malawi)
- Arlette Ramaroson (Madagascar)

A l'abril de 2001, Arlette Ramaroson i Winston Churchill Matanzima Maqutu van ser escollits per servir al TPIR per l'Assemblea General fins que el seu termini va expirar el 24 de maig de 2003.